# Ramón Luna
Ramón Luna (Santiago del Estero, 23 ottobre 1904 – ...) è stato un calciatore argentino, di ruolo attaccante.

## Biografia
Era uno dei fratelli Luna (oltre a lui, gli altri calciatori Segundo, Nazareno e Juan).

## Caratteristiche tecniche
Giocava come centravanti.

## Carriera

### Club
Luna partecipò, insieme ai fratelli, alla Copa Presidente de la Nación, un torneo organizzato tra rappresentative delle province d'Argentina; la formazione della Liga Cultural de Fútbol, così era denominata la selezione di Santiago del Estero, ottenne la vittoria finale, e Ramón Luna realizzò una rete nel corso della finale. Nel 1931 passò al Rosario Central con i fratelli Nazareno e Segundo; con il club giallo-blu scese in campo in 8 occasioni, segnando 4 reti. Durante la stagione 1932 fu il centravanti titolare dell'Argentinos Juniors: con la squadra bianco-rossa giocò 21 partite su 34, realizzando 8 gol. Passò poi all'Atlanta in vista del campionato 1933; raccolse 16 presenze. Nel 1934 partecipò alla fusione tra Atlanta e Argentinos che originò un'unica squadra, che disputò 25 gare nella Primera División 1934; Luna fu impiegato in 10 di queste, e marcò tre reti.

## Palmarès

### Club

#### Competizioni nazionali
- Copa Nicasio Vila: 1

Rosario Central: 1930